# Idlib (nahija)
Nahija Idlib (ar. ناحية مركز إدلب‎) je nahija u okrugu Idlib, u sirijskoj pokrajini Idlib. Po popisu iz 2004. (prije rata), nahija je imala 126.284 stanovnika. Administrativno sjedište je u naselju Idlib.